# Fritz Feierabend
Fritz Feierabend, född 29 juni 1908, död 25 november 1978, var en schweizisk bobåkare.
Feierabend blev olympisk silvermedaljör i tvåmansbob och i fyrmansbob vid vinterspelen 1936 i Garmisch-Partenkirche.